# Зе Маркос
Хозе Маркос Алвес Луис (порт. José Marcos Alves Luis; Парана, 1. фебруар 1998), познатији као Зе Маркос, бразилски је фудбалер, који наступа за Грбаљ, као позајмљени играч Црвене звезде.

## Каријера
Зе Маркос је своју каријеру започео у Куритиби, наступавши у млађим категоријама фудбалског клуба Атлетико Паранаинсе. Лета 2017. године, након завршетка омладинског стажа, прешао је у Европу и приступио Црвеној звезди. Са овим клубом је 7. јула исте године потписао четворогодишњи професионални уговор. Иако је до краја 2017. тренирао са првом екипом, због ограничења у броју странаца у протоколу, није наступао на званичним утакмицама. Почетком 2018. уступљен је Раду до краја сезоне 2017/18. у Суперлиги Србије и тако постао први странац у редовима овог клуба након пет година. За Рад је дебитовао у ремију против сурдуличког Радника, 17. фебруара 2018. године. За клуб са Бањице је током другог дела сезоне 2017/18. одиграо укупно седам утакмица и постигао један гол. У фебруару 2019. године Црвена звезда га поново шаље на позајмицу, овог пута у црногорског прволигаша Грбаљ.

## Репрезентација
Као члан репрезентације Бразила, Зе Маркос је 2015. године учествовао првенству Јужне Америке за играче до 17 година старости. Такође, ову селекцију је као капитен предводио на Светском првенству, октобра месеца исте године.

## Начин игре
Зе Маркос је 188 центиметара високи дефанзивни играч, који углавном наступа на позицији штопера. Иако је каријеру започео као леви бек, због своје висине је касније померен у средину одбрамбене линије. Окарактерисан је као играч доминантан у скоку и позиционој поставци, добар у игри главом, што му омогућава да се често убацује на противничку половину приликом офанзивних прекида. Такође је описан као брз играч, солидне технике и са израженим карактеристикама вође тима.

## Статистика
| Клуб            | Сезона   | Лига             | Лига | Лига   | Национални куп | Национални куп | Европа | Европа | Остало | Остало | Укупно | Укупно |
| Клуб            | Сезона   | Дивизија         | Нас. | Голова | Нас.           | Голова         | Нас.   | Голова | Нас.   | Голова | Нас.   | Голова |
| --------------- | -------- | ---------------- | ---- | ------ | -------------- | -------------- | ------ | ------ | ------ | ------ | ------ | ------ |
| Црвена звезда   | 2017/18. | Суперлига Србије | 0    | 0      | 0              | 0              | 0      | 0      | —      | —      | 0      | 0      |
| Рад (позајмица) | 2017/18. | Суперлига Србије | 1    | 0      | —              | —              | —      | —      | —      | —      | 1      | 0      |
| Каријера        | Каријера | Каријера         | 1    | 0      | 0              | 0              | 0      | 0      | —      | —      | 1      | 0      |

- Ажурирано 19. фебруара 2018. године

## Трофеји

### Репрезентативни
Бразил до 17 година
- Првенство Јужне Америке до 17 година: 2015